# آمیزش جنسی در فضا
شرایط ریزگرانش، کاهش می‌یابد و باعث تضعیف عضلات و درنهایت خستگی بیشتر فضانوردان هنگام فعالیت خواهدشد. همچنین به دلیل شرایط نامناسب محیط‌های غیر زمینی و به ویژه اثر تابش‌های فضایی بر جنین، امکان موفقیت لقاح و بارداری در این محیط ها کم است.
در سال ۲۰۰۹ میلادی ناسا برنامه‌ریزی ماموریتی بلند مدت را برای سکونت در ماه آغاز کرد؛ هدف این ماموریت، کاوش و سکونت انسان در فضا است. استیون هاوکینگ در سال ۲۰۰۶ میلادی بیان کرد که در آینده احتمال بقای انسان به موفقیت وی در چیره شدن بر شرایط سخت محیط‌های فضایی بستگی دارد.

## دشواری‌های فیزیولوژیکی
تغییرات فیزیولوژیکی فراوانی هنگام پروازهای فضایی دیده شده‌اند؛ که بسیاری از تغییرات می‌توانند روی فعالیت‌های جنسی اثر بگذارند. این تأثیرات نتیجه عواملی مانند تغییرات گرانشی، تابش‌های فضایی، صدا، ارتعاش، انزوا، بهم ریختن چرخه‌های بدن، استرس یا ترکیبی از این عوامل هستند.بررسی چگونگی تأثیر محیط فضا بر مراحل حیاتی تولید مثل و رشد پستانداران و همچنین رویدادهای مربوط به لقاح، جنین زایی، بارداری، تولد، بلوغ پس از زایمان و نیز مراقبت والدین دارای اهمیت بسیار بالایی است.
جاذبه و ریزگرانش
یکی از دشواری‌های اولیه که در بازتولید خارج از زمین باید در نظر گرفته شود، عدم وجود شتاب گرانشی است. زندگی روی زمین، و در نتیجه فرآیندهای تولید مثلی و انتوژنتیکی همه حیات، تحت تأثیر دائمی میدان گرانشی ۱ g زمین تکامل یافته‌است.

### ۲تن‌پوش
۲تن‌پوش یا توسوت، جامه‌ای است که برای آسان کردن آمیزش جنسی انسان در شرایط بی‌وزنی در فضا، یا سیاره‌ای با گرانش کم، طراحی شده‌است. مخترع این لباس ونا بانتا است. به این لباس در یکی از قسمت‌های مستند گیتی به نام سکس در فضا، پرداخته شده‌است. موضوع این قسمت از مستند پیامدهای احساسی و بیولوژیکی مهاجرت و تولیدمثل انسان خارج از زمین بود.

## تلاش‌ها
در فوریه سال ۲۰۱۳ میلادی، دنیس تیتو، مدیر بنیاد الهام از مریخ، اعلام کرد که این پروژه قصد فرستادن یک زن و شوهر را در سفری ۵۰۱ روزه به مریخ دارد.
شرکت پورن‌هاب در ژوئن سال ۲۰۱۵ میلادی اعلام کرد که قصد ساخت نخستین فیلم پورن را در فضا دارد. این شرکت یک کمپین سرمایه‌گذاری جمعی برای تامین هزینه این فیلم با هدف جمع‌آوری ۳/۴ میلیون دلار آمریکا، راه‌اندازی کرد؛ اما تنها موفق به تامین ۲۳۶/۰۸۶ دلار شد. در یک مقاله در سایت Space.com گفته شده‌است که در سال ۲۰۰۸ میلادی مبلغ ۱ میلیون دلار از طرف موسسه‌ای ناشناس به شرکت ویرجین گلکتیک برای ضبط یک فیلم پورن در اسپیس‌شیپ دو پیشنهاد شده، اما این شرک این درخواست را رد کرده‌است.
گروه رسانه‌ای پرایوت یک فیلم پورن با نام آزمایش اورانوس: قسمت دو را در شرایط گرانش صفر ساخت. برای ساخت این فیلم از مانور سهمی شکل هواپیما استفاده شد، به این صورت که هواپیما به ارتفاع ۳۳۵۰ متری زمین صعود کرد و سپس به سمت به صورت سهمی شکل به سمت زمین فرود آمد. سیلویا سینت و نیک لنگ در این فیلم بازی کرده‌اند.

### پانوشت
1. ↑  Monks, Keiron (April 9, 2012). "Thrusters on full: Sex in space". Free Daily News Group Inc./Star Media Group. Archived from the original on 10 November 2014. Retrieved June 12, 2015.
2. ↑  Boyle, Alan (July 24, 2006). "Outer-space sex carries complications". NBCNews.com. Archived from the original on April 25, 2015. Retrieved June 12, 2015.
3. ↑  Seks in de ruimte: is het mogelijk?, By Caroline Hoek; 7 April 2012
4. ↑  S’envoyer en l’air dans l’espace Par Kieron Monks, Metro World News; 11 Avril 2012
5. ↑  Hui, Sylvia (June 13, 2006). "Hawking Says Humans Must Colonize Space". Space.com. Purch. Associated Press. Archived from the original on May 11, 2008. Retrieved January 3, 2009.
6. ↑  Hui, Sylvia (June 13, 2006). "Hawking: Humans Must Spread Out in Space". The Washington Post. Retrieved June 12, 2015.
7. ↑  Delange, Catherine (May 20, 2012). "The importance of sex in space". Cosmos. Archived from the original on June 12, 2015. Retrieved June 12, 2015.
8. ↑  Jennings, RT; Santy, PA (1990). "Reproduction in the space environment: Part II. Concerns for human reproduction". Obstetrical & Gynecological Survey. 45 (1): 7–17. doi:10.1097/00006254-199001000-00006.
9. ↑  Ronca, April E (2003). "Mammalian Development in Space". Developmental Biology Research in Space. Advances in Space Biology and Medicine. Vol. 9. pp. 217–251. doi:10.1016/S1569-2574(03)09009-9. ISBN 978-0-444-51353-3. ISSN 1569-2574. PMID 14631635.
10. ↑  "Vanna Bonta Talks Sex in Space". Femail.com.au. August 19, 2012. Archived from the original on March 22, 2015. Retrieved June 12, 2015.
11. ↑  "Sex in Space". The Universe. Season 3. December 2, 2008. History Channel.
12. ↑  History Channel to air special on 'sex in space' New Scientist December 17, 2008
13. ↑  Ference, Audrey (October 4, 2012). "Celebrate Sputnik Day by Thinking About Space Sex". The L Magazine. Archived from the original on June 12, 2015. Retrieved June 12, 2015.
14. ↑  Schwartz, Marty (December 16, 2012). "1000 Words, 1000 Days: Day 351 – Space-Boinking In The 21st Century!". The Paltry Sapien. Archived from the original on November 10, 2014.
15. ↑  Moye, David (June 10, 2015). "Pornhub Crowdfunds First Porn Shot In Space". The Huffington Post. Archived from the original on June 12, 2015. Retrieved June 12, 2015.
16. ↑  Wall, Mike (June 11, 2015). "Sex in Space: Porn Group Wants to Crowdfund Zero-G Adult Film". Space.com. Archived from the original on June 12, 2015. Retrieved June 12, 2015.
17. ↑  Moyer, Justin Wm (2015-06-11). "PornHub crowdfunds for sex tape filmed in space". The Washington Post (به انگلیسی). ISSN 0190-8286. Retrieved 2015-11-21.
18. ↑  "Pornhub launches crowdfund to film porn in space". CNBC. Retrieved 2015-11-21.